# Le terre del sogno
Le terre del sogno (The Sandman: Dream Country) è un volume antologico pubblicato nel 1991 negli Stati Uniti d'America dalla DC Comics che raccoglie un ciclo di storie pubblicate originariamente nella serie a fumetti Sandman, scritta da Neil Gaiman e illustrata da vari disegnatori negli anni novanta.

## Storia editoriale
Il volume venne pubblicato nel 1991 e raccoglie i numeri dal 17 al 20 della serie Sandman e fu scritto da Neil Gaiman, illustrato da Kelley Jones, Charles Vess, Colleen Doran e Malcom Jones III, colorato da Robbie Busch e Steve Oliff, e letterato da Todd Klein. Fu pubblicato in un volume con copertina rigida nel 1995.
Dream Country è la più corta delle undici raccolte di Sandman, comprendendo solo quattro numeri ("Calliope" n. 17, e "Un Sogno di Mille Gatti" n. 18, entrambi illustrati da Kelley Jones e colorati da Malcom Jones III; "Sogno di una notte di mezza estate" n. 19, disegnato da Charles Vess e colorato per la prima volta dal pioniere della colorazione al computer Steve Oliff; e "Façade" n. 20, illustrato da Colleen Doran e colorato da Malcom Jones III). Le storie che contiene sono indipendenti prive di un filo conduttore. La prima storia "Calliope", contiene i primi riferimenti al figlio di Sogno, Orfeo, che avrebbe giocato un ruolo fondamentale più avanti nella serie. La seconda storia, "Un Sogno di Mille Gatti", è uno dei numeri più lungamente popolari dell'intera serie. Sandman n. 19, "Sogno di una notte di mezza estate", introdusse la creativa partnership con William Shakespeare, e fu il primo ed unico fumetto a vincere un World Fantasy Award. Infine, questo volume ebbe la prima storia in cui non comparve Sogno, "Façade". L'edizione in raccolta incluse anche il copione di Gaiman per "Calliope".

## Trame
Calliope
Questa è la storia di un autore frustrato, Richard Madoc, il cui primo libro fu pubblicato con successo da parte della critica ma che semplicemente non pensò a scrivere una sola pagina del seguito promesso. Chiuse un accordo con uno scrittore più maturo, Erasmus Fry, per Calliope, la Musa della Mitologia greca, che Fry catturò da ragazzo, in cambio di un bezoar. Fry la tenne imprigionata e la stuprò regolarmente, e la sua presenza gli fornì l'ispirazione per i suoi romanzi di successo.
Anche Madoc la tenne segregata ed ebbe un grande successo, ma Calliope chiamò in aiuto la triade di streghe note con molti nomi, come le Furie, le Gentili o le Graziose Dame. Esse la portarono direttamente da Morpheus, che si scoprì poi essere stato in precedenza uno dei suoi amanti (la relazione fu spiegata più avanti nella serie), e che al momento era imprigionato nello stesso modo. Dopo la sua liberazione andò in aiuto di Calliope, e diede a Madoc una terribile punizione. Si lamentò con lui che senza di lei non avrebbe più avuto ispirazione, così Morpheus lo condannò ad averne in continuazione, cosa che lo portò presto alla pazzia.
Anche se la storia "Calliope" non fu criticata per la mancanza di originalità al tempo della sua pubblicazione, la trama divenne molto popolare da allora; una lista idee per delle storie ultra utilizzate da Strange Horizon inclusero "Persone creative incontrano una Musa (o una delle nove classiche Muse o una musa più individuale) e interagiscono con lei, solitamente tenendola imprigionata".
Il libro di Madoc "Le sue Ali" comparve in molte altre storie di Neil Gaiman includendo L'Ultima Tentazione come una specie di scherzo interno. Si può vedere alla fine Rose Walker leggere il libro di Fry "Arriva una Candela". Nella biblioteca di Sogno, un libro non finito di Erasmus Fry, "La Mano della Gloria" si può notare in Season of Mists.
Uno dei lavori di Madoc, "Lo Spirito Che Era a Metà di Tutto", prese il nome da un capitolo inutilizzato in una bozza precedente di Figures of Earth di James Branch Cabell.
Un Sogno di Mille Gatti
Questa storia comincia con una piccola gatta bianca che viene convinta da un altro gatto a svignarsela da casa sua una notte. Entrambi parlano di un evento nel giardino che non vogliono perdersi, e quando arrivano vedono che molti altri gatti sono già lì. Una gatta siamese a quel punto comincia a raccontare una storia.
Tanto tempo fa, la gatta siamese raccontò, incontrò un gatto maschio che divenne il suo amante e le diede numerosi micini. I suoi padroni umani non erano contenti, e il padrone mise i piccoli in una borsa legata ad una roccia, e li gettò in uno stagno. Traumatizzata dagli urli dei suoi gattini, la siamese divenne più realistica verso gli umani e infine rigettò la vita di animale domestico coccolato. La sua causa fu rafforzata quando sognò di entrare nel cimitero del Sogno. Nel Sogno un corvo senza pelle sulla testa la informò su dove poteva trovare il luogo in cui gli umani uccisero i suoi piccoli: una caverna abitata dal Signore dei Sogni. All'entrata della caverna indicatale dal corvo, molti animali spaventati le consigliarono di andarsene. Lei rispose dicendo che avrebbe semplicemente parlato di affari con Sogno. All'interno, trovò Sogno in forma di gatto.
Sogno le presentò una visione di una realtà alternativa dove i gatti erano i padroni e gli umani i loro passatempi, piccoli servi che si arrampicavano sui loro corpi e che i gatti potevano uccidere per divertimento. Un uomo rovinò quel mondo informando gli umani che i loro sogni avrebbero formato quel mondo. Molti umani ascoltarono e rimodellarono la realtà. Dopo essersi svegliata, la gatta intraprese un viaggio spirituale di giustizia. Ella portò il racconto della sua visione ad una moltitudine eterogenea di gatti di casa in tutto il mondo, sperando che avesse convinto in molti a credere in un sogno in questa realtà il mondo sarebbe cambiato per conformarsi ai loro sogni.
Il gatto dell'inizio della storia si diresse a casa. I suoi amici erano un po' delusi, anche se ammisero che ciò che avevano sentito era interessante. La gatta bianco, tuttavia, fu totalmente rapita dalla storia. Ritornò a casa e si diresse a dormire. Al momento della colazione, i suoi padroni fecero delle profonde osservazioni su quanto fosse carina: sembrava come se stesse andando a caccia di qualcosa o qualcuno.
Anche se sembra una completa diversificazione dalle tipiche storie di Sandman, questa illustra infatti un tema principale della serie: l'idea di realtà è sagomata nel senso più letterale del termine dai sogni, dalle credenze, e dalle aspettative degli umani (e, in questo caso, anche da altri animali). La storia ritrae anche un tema di cambiamento e la sua relazione con la natura di un individuo. Gli umani credono di essere infelici con i loro ruoli e vorrebbero poter avere il potere dei sogni per istigare un cambiamento nella natura della realtà, laddove i gatti si ritrovassero in una situazione simile la loro natura apatica, indipendente e volubile li tratterrebbe dal cambiamento. L'idea della capacità del cambiamento riemerse nel corso del fumetto, più che altro alla conclusione di The Kindly Ones.
Sogno di una notte di mezza estate
Questo è il numero centrale della serie Sandman, solitamente citata come la migliore della serie. Riguarda la prima di Sogno di una notte di mezza estate di William Shakespeare, che viene detto fu commissionato da Morpheus come parte di uno scambio in cui Morpheus diede a Shakespeare le sue straordinarie doti di scrittore. Eseguito per la prima volta su un pendio davanti ad un'audience di creature bizzarre di Faerie - inclusi proprio i personaggi che compaiono nella recita, Titania, Auberon, l'hobgoblin Robin Goodfellow (Puck) tra di loro - la versione della realtà in Sandman e lo spettacolo di Shakespeare si fusero e interagirono uno con l'altro.
Puck gradì lo spettacolo e ripeté il tema della storia che mentre la recita non rifletteva direttamente la storia o anche alcune delle personalità dei personaggi era ancora considerata un riflesso della "realtà". (In realtà Puck fu descritto come un assassino psicopatico e un simpatico errante viaggiatore notturno) Titania cominciò ad interessarsi del figlio di Shakespeare, Hamnet, che ebbe un piccolo ruolo nella commedia.
Il numero ricevette il Premio World Fantasy come storia breve nel 1991.
Sogno incontrò Shakespeare per la prima volta in Sandman n. 13, nella storia "Men of Good Fortune", e il numero finale, il n. 75, la storia "The Tempest" si concentrò sulla seconda delle due commedie commissionate da Morpheus.
Façade
Questo è un altro strano numero, che comprese uno dei metodi con cui Gaiman giocò nella prima, e in maniera più sottile nella seconda, raccolta: prese uno dei personaggi meno calcolati dell'Universo DC, questa volta Element Girl (Urania Blackwell, la versione femminile di Metamorpho), la mostrò in una situazione completamente inattesa. Una supereroina riluttante al meglio, ora si era ritirata, e viveva di un'esistenza magra, lasciando raramente il suo appartamento a causa del disgusto per sé stessa e delle sue sembianze "bizzarre". Ora era nota con il soprannome di "Rainie".
La trama ruota intorno ad una telefonata che lei riceve: un invito a cena con una vecchia amica, Della. Preparò una faccia da portare così che la sua amica non venisse a sapere della "malattia della pelle". Non appena Della le spiegò di tutti i problemi che aveva avuto, il volto di Rainie si sciolse nel piatto di spaghetti al ragù che aveva ordinato, rivelando la sua vera faccia. Urania si alzò e corse via, e nel suo appartamento si domandava come uccidersi, nonostante fosse invulnerabile. Fortunatamente, Morte, che aveva avuto a che fare con una donna scivolata dalle scale, entrò nella sua stanza, spiegando che la porta era aperta, e che l'aveva sentita piangere. Le disse come poter parlare con il dio del sole, Ra, e chiedergli una morte misericordiosa.
Uno straordinario pezzo struggente che ha a che fare con l'identità e, sotto trama, il vuoto tra il mondo naive raffigurato nei fumetti di supereroi DC e la vera realtà della vita di tutti i giorni, finisce con una nota curiosa, dove Morte risponde al telefono di Rainie e informa il chiamante che "è andata via, temo".

## Elenco delle storie
Tute le storie sono state scritte da Neil Gaiman.
| Numero | Titolo                             | Scrittore                                       | Illustratore  | Inchiostratore    | Colorista    | Letterista | Ast Editor | Editore      |
| ------ | ---------------------------------- | ----------------------------------------------- | ------------- | ----------------- | ------------ | ---------- | ---------- | ------------ |
| 17     | Calliope                           | Neil Gaiman                                     | Kelley Jones  | Malcolm Jones III | Robbie Busch | Todd Klein | Tom Peyer  | Karen Berger |
| 18     | Un Sogno di Mille Gatti            | Neil Gaiman                                     | Kelley Jones  | Malcolm Jones III | Robbie Busch | Todd Klein | Tom Peyer  | Karen Berger |
| 19     | Sogno di una notte di mezza estate | Neil Gaiman w/ materiale di William Shakespeare | Charles Vess  | Charles Vess      | Steve Oliff  | Todd Klein | Tom Peyer  | Karen Berger |
| 20     | Façade                             | Neil Gaiman                                     | Colleen Doran | Malcolm Jones III | Steve Oliff  | Todd Klein | Tom Peyer  | Karen Berger |